# Steppen-Erntemaus
Die Steppen-Erntemaus (Reithrodontomys montanus) ist ein in den zentralen Vereinigten Staaten und im nördlichen Mexiko verbreitetes Nagetier in der Gattung der Erntemäuse. Die Art ist eng mit der Westlichen Erntemaus (Reithrodontomys megalotis) verwandt. Das Typusexemplar stammt aus dem Bundesstaat Colorado.

## Merkmale
Die Statur ist mit einer Gesamtlänge von 54 bis 146 mm, inklusive eines 20 bis 69 mm langen Schwanzes sehr variabel. Es sind 10 bis 20 mm lange Hinterfüße und 4 bis 16 mm lange Ohren vorhanden. In Colorado wurde ein Gewicht von 9,7 bis 12,9 g gemessen. In Überlappungsgebieten ist die Östliche Erntemaus (Reithrodontomys humulis) allgemein kleiner und sie hat keine Haarbüschel an den schwarzen Ohren. Bei der Westlichen Erntemaus entspricht die Kopf-Rumpf-Länge der meist Schwanzlänge. Trotzdem kann es leicht zu Verwechslungen kommen. Hell- und dunkelgraue Haare auf der Oberseite geben dem Fell ein gesprenkeltes Aussehen. Typisch ist ein dunkler Aalstrich auf dem Rücken und eine weißliche Unterseite sowie weiße Füße. Der Schwanz ist oberseits etwa wie der Aalstrich und unterseits weißlich gefärbt. Die Zahnformel lautet I 1/1, C 0/0, P 0/0, M 3/3, was 16 Zähne im Gebiss ergibt. Dabei haben die oberen Schneidezähne deutliche senkrechte Rillen. Weibchen besitzen zwei paar angeordnete Zitzen auf der Brust und vier im Leistenbereich. Eine Gallenblase ist nicht vorhanden. Der diploide Chromosomensatz enthält 38 Chromosomen (2n=38).

## Verbreitung
Das Verbreitungsgebiet reicht vom Südosten Montanas und Südwesten North Dakotas über die Great Plains bis zu den mexikanischen Bundesstaaten Sonora, Chihuahua und Durango. Die Steppen-Erntemaus wurde zwischen 85 und 1920 Meter Höhe registriert. Die Art ist ein typischer Bewohner der Prärie und anderer Grasflächen wie Weideflächen, wo sie Regionen mit kurzem Gras bevorzugt. Gewöhnliche Pflanzen des Gebietes sind Schwingel, Hundszahngräser, Andropogon virginicus, Sorghum halepense, die Gattungen Paspalum, Bouteloua und Schizachyrium (alle Süßgräser) sowie Fuchsschwanzgräser. Höhere Kräuter und Sträucher zählen zur Gattung Artemisia,  zur Kanadischen Schwarz-Pappel und zum eingeführten Inkarnat-Klee. Die Art besucht auch Flächen mit Opuntia ficus-indica und Sonnenblumenfelder.

## Lebensweise
Die Exemplare ruhen in einem selbst gewobenem Nest aus Gräsern, das auf dem Boden oder in mittelhohen Pflanzen postiert wird. Das Nest ist kuppelförmig und 10 bis 11 cm hoch sowie 6 bis 7 cm breit. Auf der Innenseite werden oft Asclepias pumila und Cirsium undulatum (Kratzdisteln) oder notfalls Baumwolle als Polsterung verwendet. Die Nahrung besteht vorwiegend aus Pflanzensamen, Kräutern und Insekten sowie aus Früchten von Opuntien. Die Individuen haben 0,23 bis 0,84 Hektar große Reviere. Vermutlich fällt die Art Raubtieren, Schlangen, Eulen und Raubvögeln zum Opfer, obwohl kein Beutegreifer bekannt ist, der vorwiegend die Steppen-Erntemaus jagt. Dieses Nagetier teilt sein Territorium mit verschiedenen anderen Nagern. Die Art ist eher selten.
Je nach Verbreitung reicht die Fortpflanzungszeit von Februar bis November oder vom Frühjahr bis zum Herbst. Die Geburten finden mit etwa 30 Tagen Zwischenraum statt mit gewöhnlich vier Neugeborenen pro Wurf. Dabei beträgt die Trächtigkeitsdauer um 21 Tage. Die anfänglich hilfsbedürftigen Nachkommen wiegen etwa 1 g, sind blind und nackt. Die ersten Haare zeigen sich nach 6 Tagen und die Augen öffnen sich nach 8 Tagen. Die Jungtiere werden etwa zwei Wochen gesäugt und sie sind nach zwei Monaten geschlechtsreif. Die mögliche Lebenslänge in der Natur ist nicht bekannt. Beringte Exemplare wurden nach maximal 14 Monaten erneut angetroffen.

## Gefährdung
Neue Straßen können den genetischen Austausch zwischen Populationen verhindern. Andere Bedrohungen sind nicht bekannt. Die IUCN listet die Steppen-Erntemaus als nicht gefährdet (least concern).